# Masnedø

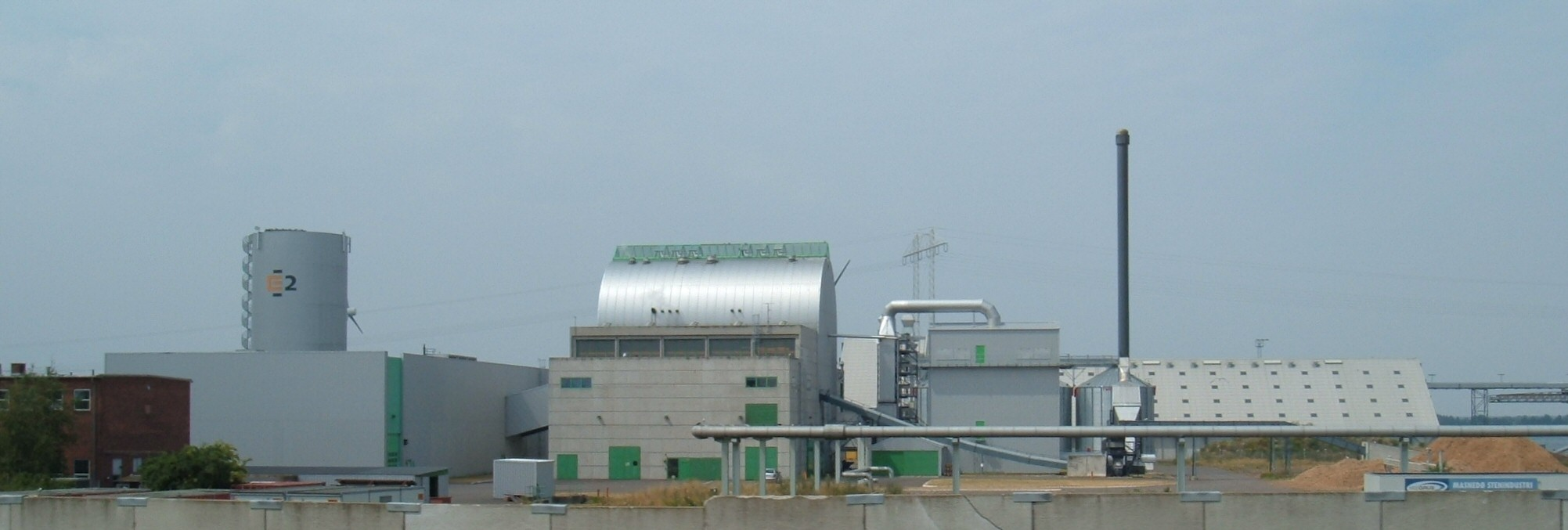
Masnedø CHP power station

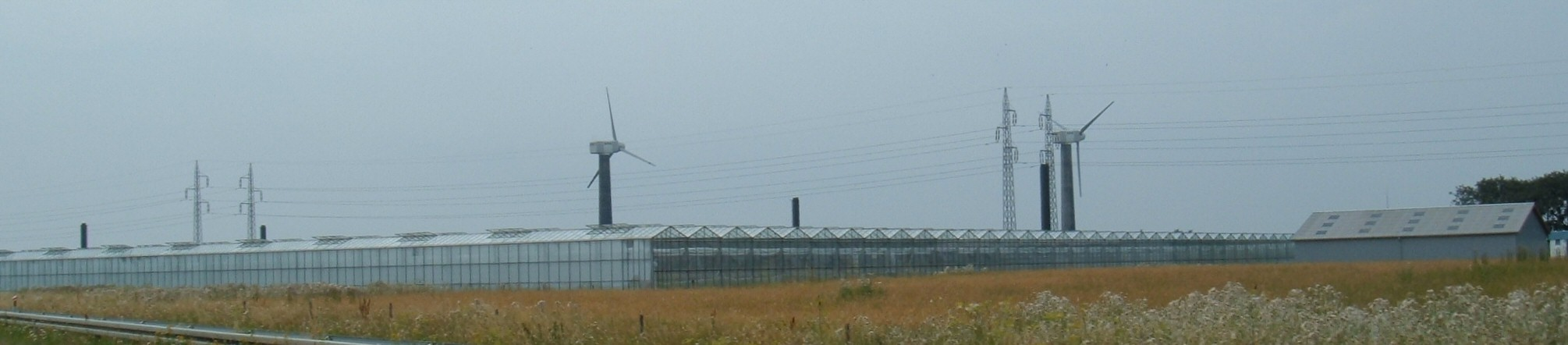
Greenhouses heated by the CHP plant

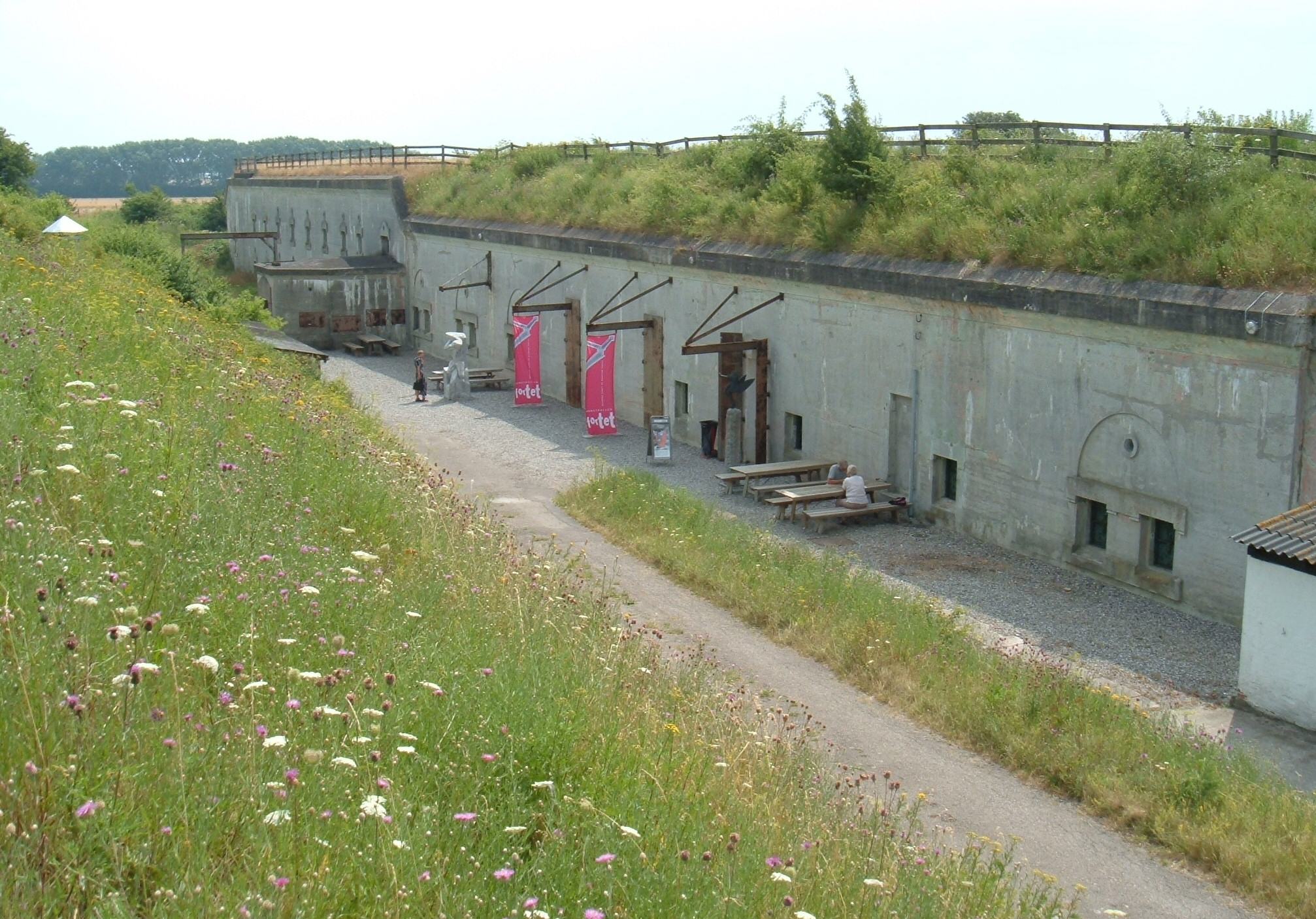
Pháo đài Masnedø, nay là phòng trưng bày nghệ thuật

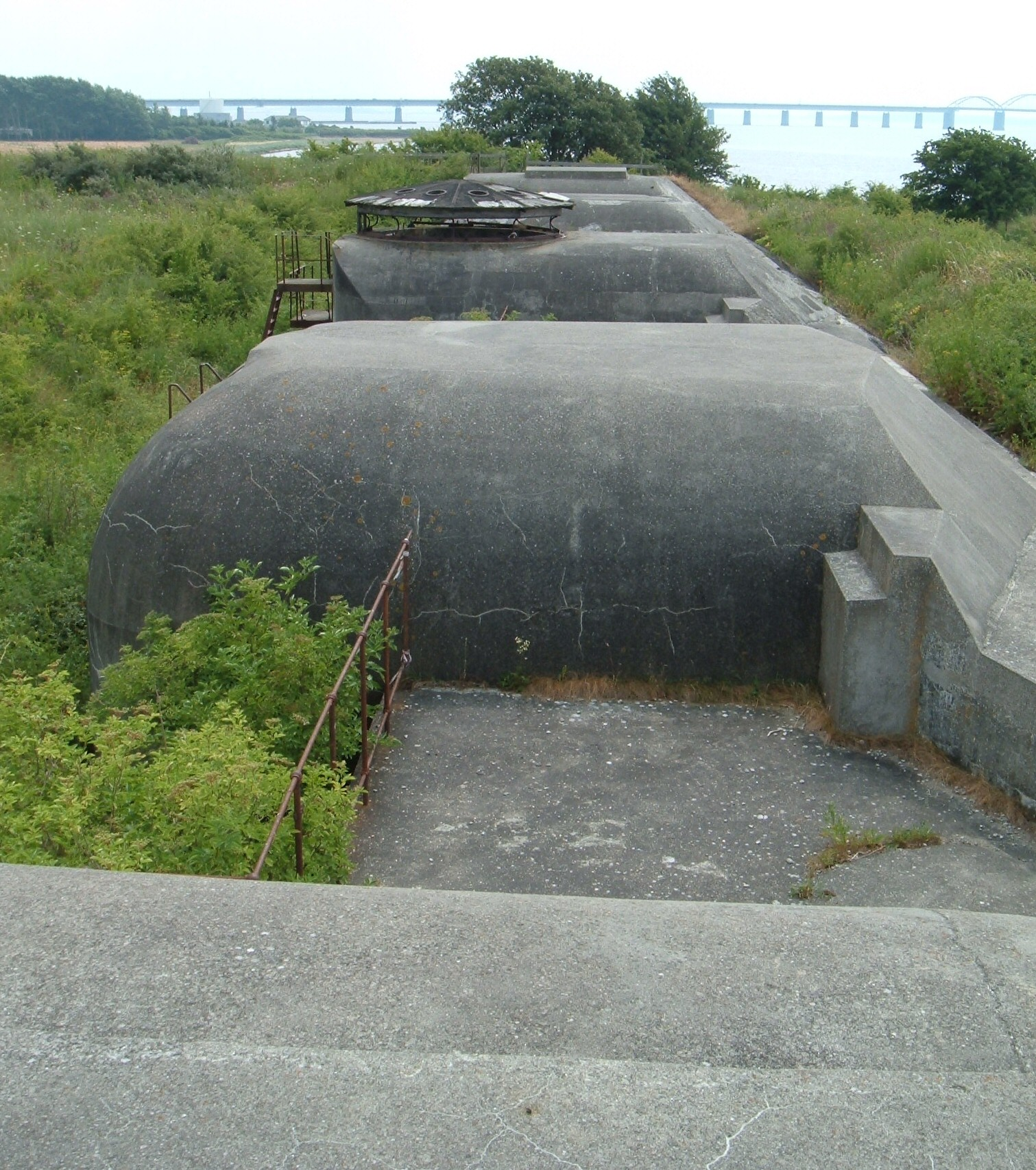
Các ụ súng đại bác ở pháo đài

Masnedø là 1 đảo nhỏ của Đan Mạch, nằm ở giữa đảo Zealand và đảo Falster. Đảo có diện tích là 1,68 km² với 156 cư dân (năm 2005). Có cầu Masnedsund nối giao thông giữa đảo Zealand với đảo Masnedø và cầu Storstrøm nối đảo Masnedø với đảo Falster. Giữa 2 cầu này có 1 đường xe và đường sắt ngang qua đảo, nối giao thông giữa đảo Zealand và đảo Falster.
Có 1 pháo đài được xây năm từ 1912 - 1915 để bảo vệ vùng biển, chống lại hải quân Thụy Điển và Anh trong các cuộc chiến tranh trước đây. Pháo đài này bị quân nhảy dù của Đức quốc xã chiếm ngày 9.4.1940 khi xâm lăng Đan Mạch. Năm 1952, pháo đài này được dùng làm kho chứa mìn và năm 1974 pháo đài này được sửa sang lại, dùng làm phòng trưng bày nghệ thuật và nơi hội diễn âm nhạc.
Trên đảo có nhà máy sản xuất năng lượng từ sức gió với 5 tua-bin công suất mỗi cái 750 KW được xây dựng từ năm 1986. Hiện nay đang dự trù thay bằng các tua-bin 4MW. Nhà máy liên hợp này cũng có lò sản xuất năng lượng và nhiệt bằng rơm rạ xây dựng năm 1996, cung cấp điện và nhiệt sưởi cho 7.000 hộ gia đình ở thành phố lân cận Vordingborg. Tổng cộng nhà máy sản xuất 8.3 MW điện và 21 MW nhiệt hàng năm, tiêu thụ hết 40.000 tấn rơm rạ. Tro phế liệu được giao cho các nông trại làm phân.